# Kaliella
Kaliella é um género de gastrópode  da família Helicarionidae.
Este género contém as seguintes espécies:
- Kaliella barrakporensis (Pfeiffer, 1852)
- Kaliella hongkongensis
- Kaliella iredalei Preston, 1912